# 串間市営球場
串間市営球場（くしましえいきゅうじょう）は宮崎県串間市にある串間市総合運動公園の敷地内にある野球場である。
1977年（昭和52年）10月に完成し、1979年（昭和54年） - 1995年（平成7年）はプロ野球球団（セントラル・リーグ）中日ドラゴンズが春季キャンプ地として使用した。オープン戦も開催したことがある。
1999年に中日に入団した福留孝介は、串間市営球場が少年時代に住んでいた鹿児島県曽於郡大崎町から近かった縁から、父親に連れられて同球場まで中日の一軍キャンプの見学に訪れていた。1988年春、当時小学4年生だった福留は同年にPL学園高校からドラフト1位で入団したばかりの立浪和義からボールを投げてもらったり、バットをプレゼントしてもらったりしたことが縁で立浪に憧れ、彼と同じPL学園高校や中日でプレーすることとなった。

## 施設の概要
- グラウンド　両翼100ⅿ、中堅122ⅿ
- スタンド　メインスタンド：鉄筋コンクリート製、内野スタンド・外野スタンド：芝生席
- 照明塔なし
- 得点掲示板　パネル式